# Caserne de Ruthven
La caserne Ruthven ( /ˈrɪvən/ ), en anglais Ruthven barracks, près de Ruthven dans la région de Badenoch, en Écosse, est la mieux préservée des quatre casernes construites en 1719 après le soulèvement jacobite de 1715. Situé sur un ancien tertre de château, le complexe comprend deux grands blocs de trois étages occupant deux côtés opposés de l'enceinte, chacun avec deux pièces par étage. Des tours bastionnées sont construites à deux angles opposés. Casernements et murs d'enceinte sont percés de meurtrières pour permettre le tir au mousquet. 
Les ruines de la caserne — détruite par les Jacobites dans leur retraite après la bataille de Culloden en 1746 —, constituent un monument classé en Écosse.

## Histoire

### Premier et deuxième châteaux
Une première structure fortifiée est érigée sur la colline en 1229, peut-être par les Comyn. Au cours du XIIIe siècle, le château est détenu par les seigneurs de Badenoch, chefs du clan Comyn. Au siècle suivant Alexander Stewart, comte de Buchan connu sous le nom de « Loup de Badenoch » et fils cadet du roi Robert II d'Écosse l'utilise comme base,. L'édifice est démoli en 1451 par Jean d'Islay, comte de Ross. Un deuxième château prend sa place, achevé en 1459.
Jusqu'au XVIe siècle, il relève des comtes de Huntly, chefs du clan Gordon et seigneurs de Badenoch. Le château est contesté pendant les guerres des Trois Royaumes. Plus tard John Graham, 1er vicomte de Dundee, l'attaque et le détruit gravement pendant le soulèvement jacobite de 1689.

### Soulèvements jacobites
En raison des troubles persistants, le gouvernement britannique décide de construire des casernes fortifiées à des endroits stratégiques : la nouvelle caserne de Ruthven est achevée en 1721 sur la colline du château. Elle peut accueillir 120 hommes de troupe et 28 chevaux de dragons. En août 1745, une unité de 12 soldats commandés par le sergent Terrence Molloy du 6e régiment d'infanterie défend la caserne contre 200 jacobites : un seul défenseur est tué. Mais l'année suivante Molloy, toujours à la tête de la caserne et promu au grade de lieutenant, doit se rendre à une force plus importante de Jacobites commandée par John Gordon de Glenbucket et équipée de canons.
Le lendemain de la bataille de Culloden en 1746, quelque 3 000 Jacobites se replient à Ruthven ; là, le prince Charles Edward Stuart dissout leur troupe car la situation est désespérée :  « que chacun cherche sa propre sécurité du mieux qu'il peut »,. En partant, ils détruisent la caserne le 17 avril 1746. 